# Join Together (album)
Join Together je box set živých nahrávek The Who z turné k 25. výročí kapely, které se konalo v roce 1989.

## Seznam skladeb
Autorem všech skladeb je Pete Townshend, pokud není uvedeno jinak.

### Disk 1
1. „Overture/It's a Boy“ – 5:26
2. „1921“ – 2:52
3. „Amazing Journey“ – 3:07
4. „Sparks“ – 4:36
5. „Eyesight to the Blind (The Hawker)“ (Sonny Boy Williamson II) – 2:18
6. „Christmas“ – 4:25
7. „Cousin Kevin“ (John Entwistle) – 3:56
8. „The Acid Queen“ – 3:44
9. „Pinball Wizard“ – 4:21
10. „Do You Think It's Alright?“ – 0:23
11. „Fiddle About“ (Entwistle) – 1:39
12. „There's a Doctor“ – 0:21
13. „Go to the Mirror!“ – 3:22
14. „Smash the Mirror“ – 1:09
15. „Tommy, Can You Hear Me?“ – 0:58
16. „I'm Free“ – 2:09
17. „Miracle Cure“ – 0:25
18. „Sally Simpson“ – 4:18
19. „Sensation“ – 2:22
20. „Tommy's Holiday Camp“ (Keith Moon) – 0:58
21. „We're Not Gonna Take It“ – 8:44

### Disk 2
1. „Eminence Front“ – 5:53
2. „Face the Face“ – 6:15
3. „Dig“ – 3:46
4. „I Can See for Miles“ – 3:43
5. „A Little Is Enough“ – 5:06
6. „5:15“ – 5:48
7. „Love Reign O'er Me“ – 6:49
8. „Trick of the Light“ (Entwistle) – 4:49
9. „Rough Boys“ – 4:44
10. „Join Together“ – 5:15
11. „You Better You Bet“ – 5:40
12. „Behind Blue Eyes“ – 3:38
13. „Won't Get Fooled Again“ – 9:30

## Obsazení
The Who
- Roger Daltrey – zpěv
- John Entwistle – baskytara, zpěv
- Pete Townshend – akustická a elektrická kytara, zpěv

Další hudebníci
- Steve 'Boltz' Bolton – elektrická kytara
- John Bundrick – klavír, klávesy
- Chyna – doprovodné vokály
- Simon Clarke – žestě
- Simon Gardner – žestě
- Jody Linscott – perkuse
- Roddy Lorimer – žestě
- Billy Nicholls – doprovodné vokály
- Simon Phillips – bicí
- Tim Saunders – žestě
- Neil Sidwell – žestě
- Cleveland Watkiss – doprovodné vokály